# Атрофія (рослини)
Атрофія (англ. atrophy) — пригнічення росту рослин, що призводить до карликовості (англ. dwarfing) або низькорослості (англ. stunting). 
Карликовість (англ. dwarfing) — це недорозвинення рослини чи органів рослини, яке може бути викликано хворобою, неправильним живленням або несприятливими умовами навколишнього середовища. 
Низькорослість (англ. stunting) — це зменшення висоти вертикальної осі внаслідок прогресивного зменшення довжини послідовних міжвузлів або зменшення їх кількості.